# سمير حليلة
سمير عثمان محمود حليلة (وُلد في 11 مايو 1957 في الكويت – ) اقتصادي، ورجل أعمال وسياسي فلسطيني. كان أمينًا عامًا لحكومة أحمد قريع الثالثة، ووكيلًا مساعدًا لوزارة الاقتصاد والتجارة، إضافة إلى كونه رئيسًا لمجلس إدارة معهد الأبحاث الاقتصادية، ومجلس إدارة مركز التجارة الفلسطيني، وشركة باديكو، وعضوًا في مجالس شركات فلسطينية عدة.

## النشأة والتحصيل العلمي
وُلد سمير حليلة عام 1957 في الكويت. عادت عائلة حليلة إلى فلسطين مع بداية الستينيات إلى أريحا، ثم إنتقلت بعد وفاة الأم إلى رام الله مع بداية السبعينيات. تخرج من مدارس الفرندز وغادر إلى مصر لدراسة الطب في جامعة عين شمس، إلا أنه ونتيجة مشاركته في تظاهرات ضد اتفاقية كامب ديفيد عام 1978 تم ترحيله ضمن 700 طالب فلسطيني.
إلتحق بجامعة بيرزيت ودرس فيها علم الإجتماع وحصل منها على درجة البكالورويوس عام 1981، ثم إلتحق بالجامعة الأمريكية في بيروت وحصل منها على درجة الماجستير في علم الإقتصاد عام 1983.

## الحياة العملية
عمل حليلة عام 1984 كمدرس في جامعة بيرزيت وصار فيها عميدًا لشؤون الطلبة. شارك في الوفد الفلسطيني المفاوض في المجال الإقتصادي وتسلم بعض ملفات بروتوكول باريس الإقتصادي.
تولى مع تأسيس السلطة الوطنية الفلسطينية عام 1994، منصب الوكيل المساعد لوزارة الاقتصاد والتجارة حتى عام 1997.
في 24 فبراير 2005، عُين أمينًا عامًا لحكومة أحمد قريع الثالثة ورئيسًا لديوان رئيس الوزراء واستمر حتى 27 مارس 2006.
عمل أيضًا كمدير تنفيذي لشركة فلسطين للتنمية والإستثمار المحدودة وهو أيضًا رئيس مجلس إدارة بوابة أريحا للإستثمار العقاري.
في 3 فبراير 2022، عُين عضوًا في مجلس أمناء جامعة القدس المفتوحة.
انتُخب في 25 أغسطس 2022، رئيسًا لمجلس إدارة بورصة فلسطين خلفًا لرامي الحمد الله. واستمر في المنصب حتى مارس 2025.